# Pauline Ferrand-Prévot
Pauline Ferrand-Prévot, född den 10 februari 1992 i Reims, är en fransk tävlingscyklist som har haft stora framgångar inom landsvägscykling, mountainbike, cykelcross och gravel och som har blivit världsmästare i alla fyra disciplinerna. Därutöver har hon på landsväg vunnit såväl Tour de France (2025) som Paris–Roubaix (2025), medan hon i mountainbike blev olympisk mästare 2024.

## Meriter – landsväg
| 2009 Junioreuropamästare i linjelopp Fransk juniormästare i individuellt tempolopp 2:a i linjelopp vid Juniorvärldsmästerskapen 2:a i individuellt tempolopp vid Juniorvärldsmästerskapen 3:a i individuellt tempolopp vid Junioreuropamästerskapen 2010 Juniorvärldsmästare i linjelopp Fransk juniormästare i linjelopp 2:a i individuellt tempolopp vid Juniorvärldsmästerskapen 2:a i linjelopp vid Junioreuropamästerskapen 2:a i individuellt tempolopp vid Junioreuropamästerskapen 2011 4:a i individuellt tempolopp vid Franska mästerskapen 5:a i Grand-prix Nicolas Frantz 5:a i Grand Prix Elsy Jacobs 7:a i La Flèche Wallonne 9:a i Trofeo Alfredo Binda 2012 Fransk mästare i individuellt tempolopp 2:a i Omloop van het Hageland 5:a i Omloop Het Nieuwsblad 7:a i Trofeo Alfredo Binda 8:a i linjelopp vid Olympiska spelen 8:a totalt i Festival Luxembourgeois du cyclisme féminin Elsy Jacobs 10:a i Ronde van Drenthe 2013 Fransk mästare i individuellt tempolopp 2:a i lagtempo vid Världsmästerskapen 3:a i Dwars door de Westhoek 6:a i linjelopp vid Franska mästerskapen 8:a totalt i La Route de France Vinnare av ungdomstävlingen 2014 Världsmästare i linjelopp Fransk mästare i linjelopp Fransk mästare i individuellt tempolopp Vinnare av La Flèche Wallonne Vinnare totalt av Emakumeen Euskal Bira Vinnare av etapperna 1 och 3 2:a totalt i Giro d'Italia 3:a i GP de Plouay 5:a i Trofeo Alfredo Binda 5:a totalt i Festival Luxembourgeois du cyclisme féminin Elsy Jacobs Vinnare av bergspristävlingen Vinnare av ungdomstävlingen 5:a i Dwars door de Westhoek | 2015 Fransk mästare i linjelopp 2:a i Trofeo Alfredo Binda 3:a i GP de Plouay 3:a i individuellt tempolopp vid Franska mästerskapen 5:a totalt i Festival Luxembourgeois du cyclisme féminin Elsy Jacobs 6:a totalt i Giro d'Italia Vinnare av etapp 5 6:a i linjelopp vid Världsmästerskapen 7:a i Flandern runt 8:a i La Flèche Wallonne 2016 4:a i linjelopp vid Franska mästerskapen 8:a i Flandern runt 2017 2:a i GP de Plouay 8:a i Amstel Gold Race 2018 6:a i Trofeo Alfredo Binda 7:a i Liège–Bastogne–Liège 9:a totalt i OVO Energy Women's Tour 9:a totalt i Setmana Ciclista Valenciana 2021 5:a i individuellt tempolopp vid Franska mästerskapen 2025 Vinnare totalt av Tour de France Vinnare av etapperna 8 och 9 Vinnare av Paris–Roubaix 2:a i Flandern runt 3:a i Strade Bianche · |

## Meriter – cykelcross

### Elit
Världsmästerskapen och de franska mästerskapen avgjordes i januari–februari. Europamästerskapen hölls på hösten (november). UCI World Cup, Superprestige (damklassen infördes 2015) och Trofee veldrijden består av deltävlingar spridda under säsongen. UCI:s världsranking anger ställningen vid säsongens slut i mars.
| SäsongTävling        | 2008 2009 | 2009 2010 | 2010 2011 | 2011 2012 | 2012 2013 | 2013 2014 | 2014 2015 |  | 2017 2018 |  | 2019 2020 |  | 2022 2023 |
| -------------------- | --------- | --------- | --------- | --------- | --------- | --------- | --------- |  | --------- |  | --------- |  | --------- |
| Världsmästerskapen   | 20        | 8         | 8         | –         | –         | 17        |           |  | 24        |  | –         |  | –         |
| Europamästerskapen   | 12        | 19        | 10        |           | –         | –         | –         |  | –         |  | –         |  | 7         |
| Franska mästerskapen | 5         |           |           |           |           |           |           |  |           |  | –         |  | –         |
| UCI World Cup        | 53        | 28        | 13        | 23        | 25        | 20        | 11        |  | 23        |  | –         |  | 43        |
| Superprestige        | X         | X         | X         | X         | X         | X         | X         |  | 19        |  | –         |  | 22        |
| Trofee veldrijden    | 19        | 25        | –         | 15        | 29        | –         | 18        |  | 27        |  | 157       |  | 51        |
| UCI:s världsranking  | 49        | 24        | 13        | 20        | 30        | 19        | 9         |  | 23        |  | 307       |  | 102       |

X = Ej avhållen

## Meriter – mountainbike
Använda förkortningar: XCO = Olympisk Cross-country, XCM = Cross-country Maraton, XCE = Cross-country Eliminator, XCC = Cross-country Short Circuit
| 2009 Juniorvärldsmästare i XCO Junioreuropamästare i XCO 2010 Juniorvärldsmästare i XCO                              | \| 2011 3:a i XCO för U23 vid Världsmästerskapen 2012 Fransk U23-mästare i XCO 4:a i XCO för U23 vid Europamästerskapen \| 2013 Fransk U23-mästare i XCO 2:a i XCO för U23 vid Världsmästerskapen 2014 U23-europamästare i XCO Fransk U23-mästare i XCO 8:a i XCO för U23 vid Världsmästerskapen \| |
| 2011 3:a i XCO för U23 vid Världsmästerskapen 2012 Fransk U23-mästare i XCO 4:a i XCO för U23 vid Europamästerskapen | 2013 Fransk U23-mästare i XCO 2:a i XCO för U23 vid Världsmästerskapen 2014 U23-europamästare i XCO Fransk U23-mästare i XCO 8:a i XCO för U23 vid Världsmästerskapen |

### Elit
| ÅrTävling            | ÅrTävling | 2012 | 2013 | 2014 | 2015 | 2016 | 2017 | 2018 | 2019 | 2020 | 2021 | 2022 | 2023 | 2024 |
| -------------------- | --------- | ---- | ---- | ---- | ---- | ---- | ---- | ---- | ---- | ---- | ---- | ---- | ---- | ---- |
| Olympiska spelen     | XCO       | 25   | X    | X    | X    | DNF  | X    | X    | X    | X    | 10   | X    | X    |      |
| Världsmästerskapen   | XCO       | –    | –    | –    |      | 16   |      | DNF  |      |      | 6    |      |      | 14   |
| Världsmästerskapen   | XCE       | –    | 22   | –    | –    | –    | –    | –    | –    | –    | –    | –    | –    | –    |
| Världsmästerskapen   | XCM       | –    | –    | –    | –    | –    | –    | –    |      | –    | –    |      | –    | –    |
| Världsmästerskapen   | XCC       | X    | X    | X    | X    | X    | X    | X    | X    | X    |      |      |      |      |
| Europamästerskapen   | XCO       | –    | –    | –    | –    | DNF  | 12   |      | –    |      |      |      | 19   | DNF  |
| Europamästerskapen   | XCC       | X    | X    | X    | X    | X    | X    | X    | X    | X    | X    | –    | –    |      |
| Franska mästerskapen | XCO       | 4    |      |      |      |      |      |      |      |      |      |      | –    | –    |
| Franska mästerskapen | XCE       | X    |      | –    | –    | –    | –    | –    | –    | –    | –    | –    | –    | –    |
| Franska mästerskapen | XCM       | –    | –    | –    | –    | –    | –    | –    | –    |      | –    |      | –    | –    |
| Franska mästerskapen | XCC       | X    | X    | X    | X    | X    | X    | X    | X    | X    | –    |      | –    | –    |

X = ej avhållet     DNF = Fullföljde ej

### Mixed-stafett (XCR)
| 2014 Världsmästare i mixed-stafett 2015 Världsmästare i mixed-stafett 2016 Världsmästare i mixed-stafett 2:a i mixed-stafett vid Europamästerskapen | 2017 3:a i mixed-stafett vid Världsmästerskapen 10:a i mixed-stafett vid Europamästerskapen 2018 5:a i mixed-stafett vid Världsmästerskapen 2019 3:a i mixed-stafett vid Världsmästerskapen |

## Meriter – gravel
2022
 Världsmästare elit